# Хуана Бельтранеха
Хуана Бельтранеха, Хуана Кастильская, Жуана Белтранежа (исп. Juana la Beltraneja, порт. Joana a Beltraneja; 28 февраля 1462, Мадрид, Мадрид — 12 апреля 1530, Лиссабон) — кастильская принцесса и с 1475 по 1481 год королева Португалии, дочь короля Кастилии Энрике IV Бессильного и его супруги Жуаны Португальской.

## Биография
Официально — дочь короля Энрике IV Кастильского и его второй жены Жуаны Португальской, дочери короля Португалии Эдуарда I. Прозвище «Бельтранеха» Хуана получила из-за слухов о своём незаконном происхождении от кастильского дворянина Бельтрана де ла Куэва, фаворита королевы Жуаны. Других детей у короля Энрике (прозванного El Impotente) не было. Он то лишал дочь Хуану наследства, то восстанавливал её в правах, прикладывая все усилия для того, чтобы именно Хуана унаследовала кастильский престол.
В 1475 году вышла замуж за своего дядю по матери, короля Португалии Афонсу V, который был старше её на 30 лет, и стала королевой Португалии. Детей в браке не было. Афонсу V пытался вернуть супруге кастильский престол, выступил войной против получившей корону Кастилии тётки Хуаны Бельтранехи Изабеллы и 1 марта 1476 года был разбит в битве при Торо её супругом, королём Фердинандом Арагонским.
Безуспешная для Португалии война за кастильское наследство длилась четыре года. В 1479 году король Афонсу V заключил мир с Католическими королями. А его брак с племянницей был аннулирован папой Сикстом IV ввиду близких родственных связей и отсутствия папской буллы на брак.
Под давлением Изабеллы Хуана Бельтранеха приняла постриг в женском монастыре Санта-Клара в Коимбре. Монастырский устав она соблюдала не строго и временами проживала в замке Св. Георгия в Лиссабоне. В 1482 году ей сделал предложение 15-летний король Наварры Франциск Феб, вступивший в конфликт с Изабеллой и Фердинандом, но в следующем году несостоявшийся жених был отравлен.
До конца своих дней Хуана считала себя обманутой тёткой Изабеллой и вплоть до смерти подписывала корреспонденцию Yo la reina (Я — королева).
Следует отличать Хуану Бельтранеху от её двоюродной сестры — королевы Кастилии Хуаны Безумной, супруги Филиппа Красивого.

## Титулы
| Королева Кастилии и Леона |                                             |                                 |
| Предшественник Энрике IV  | Королева de iure Кастилии и Леона 1474—1479 | Преемник Изабелла I             |
| принцесса Астурийская     |                                             |                                 |
| Предшественник Энрике III | Принцесса Астурии 1462—1464                 | Преемник Альфонсо де Трастамара |
| принцесса Астурийская     |                                             |                                 |
| Предшественник Изабелла I | Принцесса Астурии 1470 — 1475               | Преемник Изабелла Арагонская    |

## Комментарии
1. ↑  26 октября 1470 года состоялась Церемония Валь де Лосоя[исп.], на которой Энрике IV аннулировал Договор у Быков Гисандо и провозгласил наследницей Хуану.
2. ↑  После смерти короля Энрике IV провозгласила себя королевой 30 мая 1475 года.